# Abd al-Aziz Muhammad Hidschazi

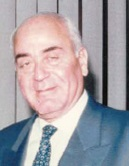
Abdel Aziz Hegazy

Abd al-Aziz Muhammad Hidschazi (Ägyptisch-Arabisch عبد العزيز محمد حجازي DMG ʿAbd al-ʿAzīz Muḥammad al-Ḥiǧāzī, [ʕæbdelˈʕæziːz mæˈħæmmæd ħeˈɡæːzi]; auch bekannt als Abd-Elaziz Hegazy oder Abdelaziz Mohamed Hejazi; * 3. Januar 1923; † 22. Dezember 2014) war Premierminister von Ägypten vom September 1974 bis April 1975.
Zuvor bekleidete er von 1968 bis 1972 das Amt des Finanzministers, und von 1973 bis 1974 jenes des Außenministers seines Landes.